# Chợ Kỳ Lừa

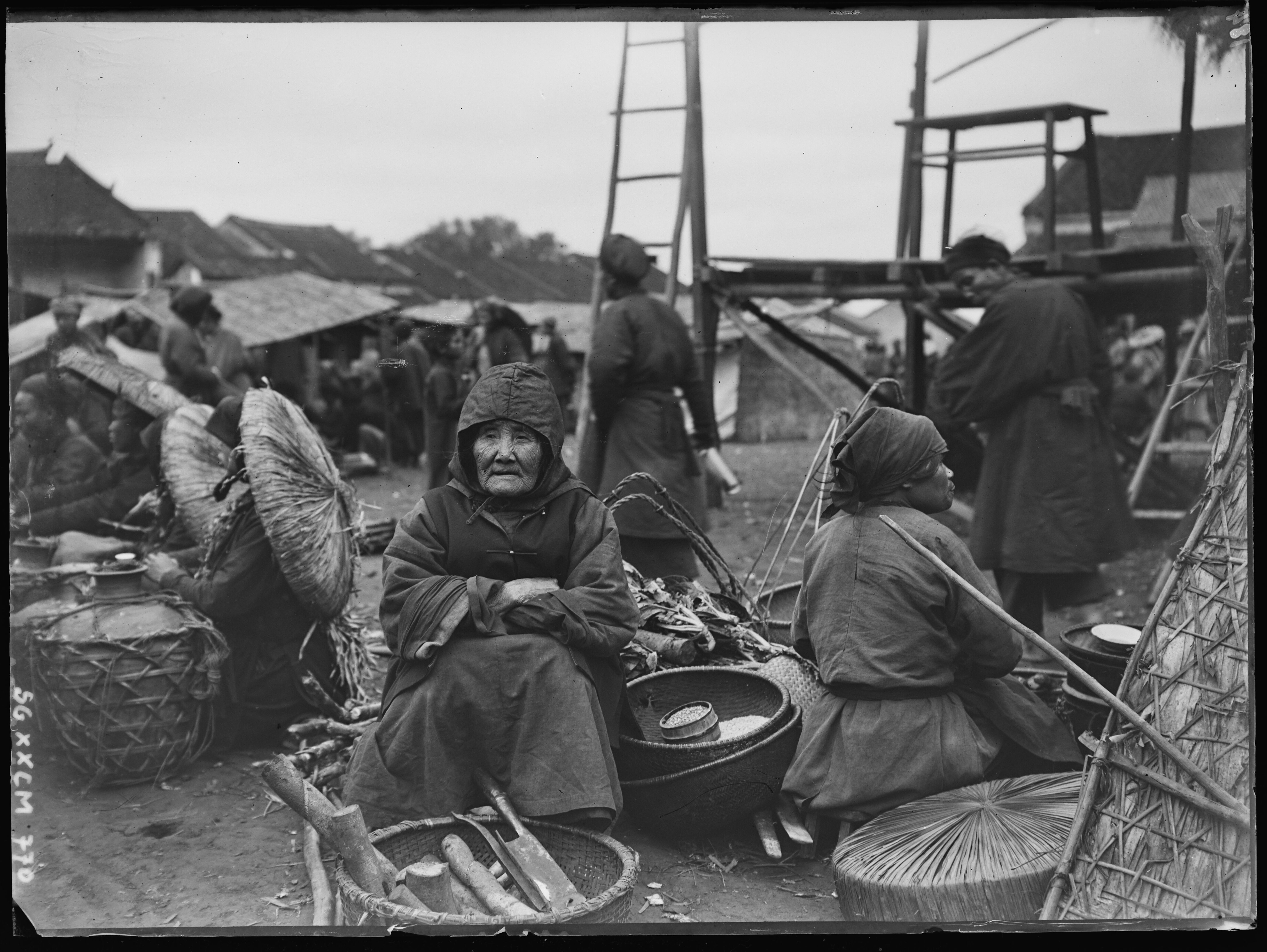
Chợ Kỳ Lừa, 1896

Cảnh phiên chợ Kỳ Lừa ở cuối thế kỷ 19

Chợ Kỳ Lừa là một ngôi chợ tại phường Hoàng Văn Thụ, thành phố Lạng Sơn, tỉnh Lạng Sơn, Việt Nam.

## Giới thiệu
Theo sách Đại Nam dư địa chí ước biên của Cao Xuân Dục, thì ngôi chợ đã có từ thế kỷ 17. Và người có công lập chợ là quan Trấn thủ nhà Lê: Tả đô đốc Hán quận công Thân Công Tài (1620 - 1683). Sách ấy chép: 
Phố chợ Kỳ Lừa ở xã Vĩnh Trại, châu Thoát Lãng. Chợ thông nam, bắc; khắp nơi khách buôn dồn về, là chợ lớn của cả tỉnh. Quan Trấn thủ nhà Lê (Thân Công Tài) coi dân có đức, có công dựng chợ, mở phố, người sau nhớ ơn lập đền thờ ông. Nên có câu: Kỳ Lừa có đền Tả phủ, nhờ Hán quận công lập phố ngày xưa"...

Mỗi tháng, chợ Kỳ Lừa họp 6 phiên vào các ngày 2, ngày 7 âm lịch. Người đến chợ có khi không cốt để mua bán; mà còn để thăm hỏi, bàn chuyện làm ăn. Thanh niên nam nữ các dân tộc đến chợ để gặp bạn thân, tìm bạn đời qua các lời ca giao duyên sli, lượn... Tại chợ, cùng với những màu sắc đa dạng của những hàng thổ cẩm, trang phục, còn có các món ăn đậm đà hương vị miền núi Xứ Lạng. Mỗi năm, có Hội chợ Kỳ lừa, kéo dài từ 22 đến ngày 27 tháng Giêng âm lịch. Chợ Kỳ lừa ngày nay đã được tôn tạo và mở cửa cả ngày và đêm.

## Chợ Kỳ Lừa trong thi ca
Đồng Đăng có phố Kỳ Lừa
Có nàng Tô Thị, có chùa Tam Thanh
Ai lên xứ Lạng cùng anh
Bõ công cha mẹ sinh thành ra em